# 香港‐北京ラリー
香港‐北京ラリー（Hong Kong Beijing Rally）とは、1980年代から1990年代に開催されていた国際ラリーである。

## 概要
香港‐北京ラリーは、当時イギリスの統治下にあった香港から中国の北京までの区間を結んで行われていた、ワンウェイ方式のスプリント・ラリーである。ブリティッシュ・アメリカン・タバコ（BAT）の冠大会として開催され、BATは毎年主要ワークスチームのメインスポンサーとなっていた。
1994年にアジアパシフィックラリー選手権（APRC)の1戦となり、1997年には北京をヘッドクォーターとするクローバーリーフ方式に改められ、チャイナ・ラリーへと発展した。

### 1985年

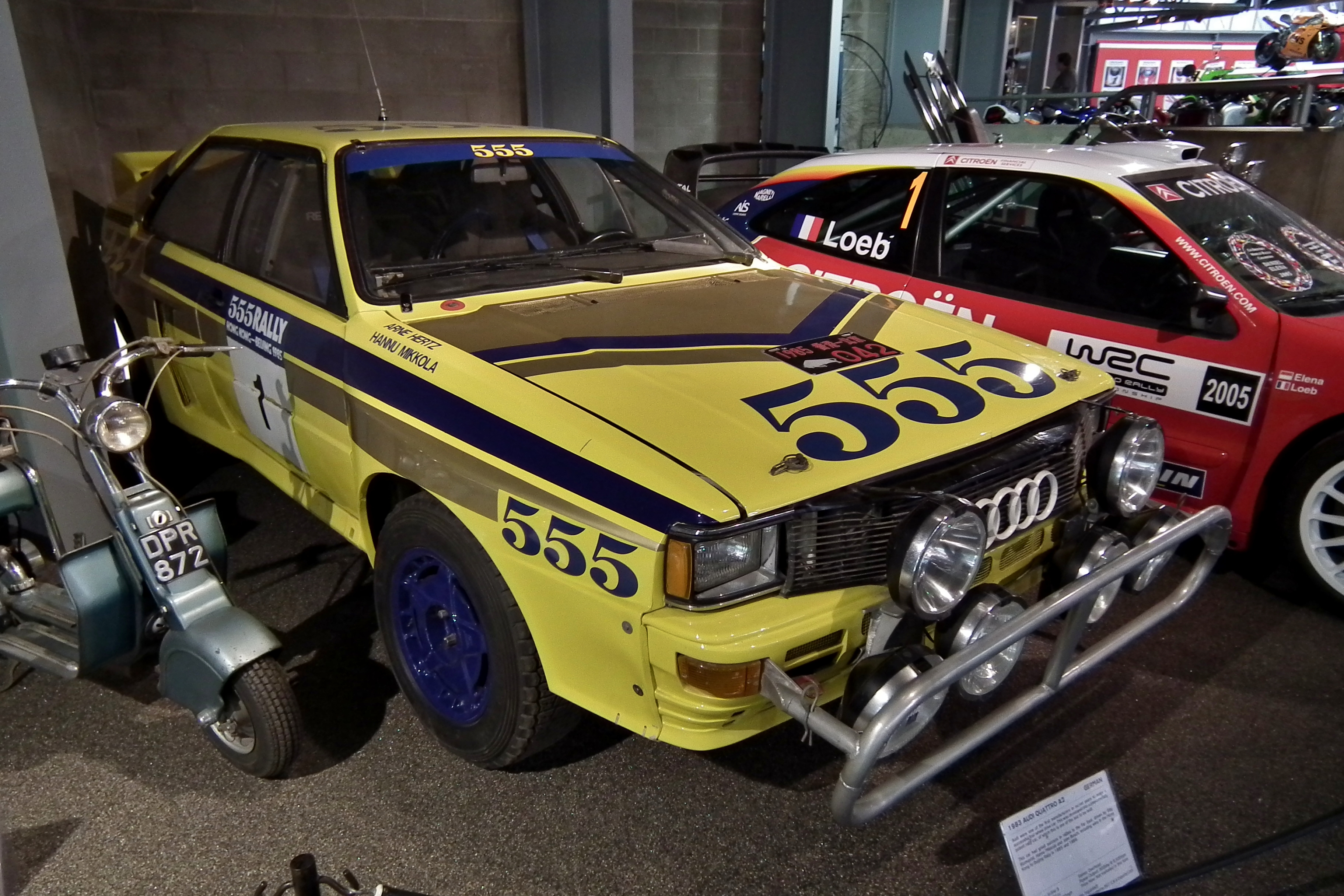
アウディ・クワトロA2（1985年優勝車）

## 歴代優勝者
| 年   | 優勝者                   | 優勝者                   | 車輌                              |
| 年   | ドライバー               | コ・ドライバー           | 車輌                              |
| ---- | ------------------------ | ------------------------ | --------------------------------- |
| 1985 | ハンヌ・ミッコラ         | アーン・ハーツ           | アウディ・クワトロA2              |
| 1986 | スティグ・ブロンクビスト | ブルーノ・ベルグランド   | アウディ・クワトロA2              |
| 1987 | ビヨルン・ワルデガルド   | フレッド・ギャラハー     | トヨタ・スープラ                  |
| 1993 | アリ・バタネン           | ブルーノ・ベルグランド   | スバル・レガシィRS                |
| 1994 | ポッサム・ボーン         | トニー・サーコム         | スバル・インプレッサ              |
| 1995 | ケネス・エリクソン       | ステファン・パルマンダー | 三菱・ランサーエボリューションIII |
| 1996 | アリ・バタネン           | "ティルバー"             | 三菱・ランサーエボリューションIII |

## レビュー

### 1986年
第2回香港‐北京ラリーは43台が出場し、1986年9月14日から19日の日程で行われた。スタート地点は香港のオーシャンターミナルセンターで、明の十三陵をゴール地点とした。総合優勝を争うグループBクラスにはアウディとトヨタがエントリーした。アウディはスティグ・ブロンクビストとアンディ・ドーソンがクワトロA2を任された。一方トヨタも前年同様セリカ・ツインカムターボをビヨルン・ワルデガルドとラルス‐エリック・トルフに託した。
ラリーは第1レグ SS1でアウディ、トヨタのグループB勢が5位以下に2分以上の差をつけ早々に抜け出した。第2レグに入るとブロンクビストとワルデガルドの一騎打ちの状況へと変わり、第３レグ終了時点でトヨタのワルデガルドがブロンクビストに2秒差を付けて首位に立った。トルフは第2レグ SS3でカムシャフトを壊してリタイアとなり、ドーソンもメカニカルトラブルで遅れ、第3レグでラリーから去った。
勝負は第4レグ最終のSS15で決した。アウディのブロンクビストはSS中に燃料補給とタイヤ交換を行って175㎞に及ぶこのロングSSを乗り切ったが、トヨタのワルデガルドはエンジンを壊してリタイアした。ブロンクビストはこのまま北京まで走り切り優勝、アウディは連覇を達成した。2位には三菱スタリオン4WD（プロトタイプ）を駆る中国の警察学校でインストラクターを務めるルー・ニン・ジュン/ザオ・カン・ジャン組が入り、日本人エントラントではカローラAE86で出場した佐藤広伯/阿部浩一組の3位が最高成績で、以下7位までを日本のクルーが占めた。

### 1987年
1987年9月13‐19日、第3回の香港‐北京ラリーが60台のエントリーを集め、総走行距離約3800㎞で開催された。この年はFISAが同ラリーの視察のため検査官を派遣していた。香港‐北京ラリーの主催者はWRC昇格を念願としていたが、検査官の派遣はその目標に一歩近づいている事を意味していた。総合優勝を狙うグループAクラスのワークス勢は、前年優勝のスティグ・ブロンクビストとアリ・バタネンを擁するフォードはシエラ4×4を用意し、トヨタはビヨルン・ワルデガルド、ラルス‐エリック・トルフを2WDのスープラに搭乗させた。また日産は200SXを参戦させ、パー・エクルンド、マイク・カークランド、岩下良雄の3名をドライバーとして起用した。
ワークス勢で唯一4WDマシンを用意したフォードだがエンジンのパワー不足から出遅れてしまい、トヨタのワルデガルド、日産のエクルンドの順で第1レグを終えた。フォード勢最上位は3位のブロンクビストだった。第2レグではエクルンドが遅れはじめ、ラリーはワルデガルドをブロンクビストが追う展開に替わった。第2レグ終了時点でブロンクビストはワルデガルドから1分23秒の遅れ、エクルンドは2位から4分9秒差の3位で2日目を終えた。
第3レグも2分30秒差でワルデガルドが首位を守り、2位ブロンクビストは変わらず、3位の日産のカークランドはトップから10分以上も遅れ、エクルンドとバタネンはリタイアした。第4レグ SS15、120㎞のロングSSでブロンクビストがワルデガルドを逆転し16秒差を付けた。第5レグもブロンクビストが好調でワルデガルドとの差を59秒に拡げた。しかし最終日の第6レグ、最初のSS17でブロンクビストはエンジンが止まるアクシデントで30分以上のタイムロスを喫した。替わってワルデガルドが首位に浮上し、カークランドも2位に繰り上がり勝負は決した。完走は23台、チーム賞は日産が獲得した。

### 1993年

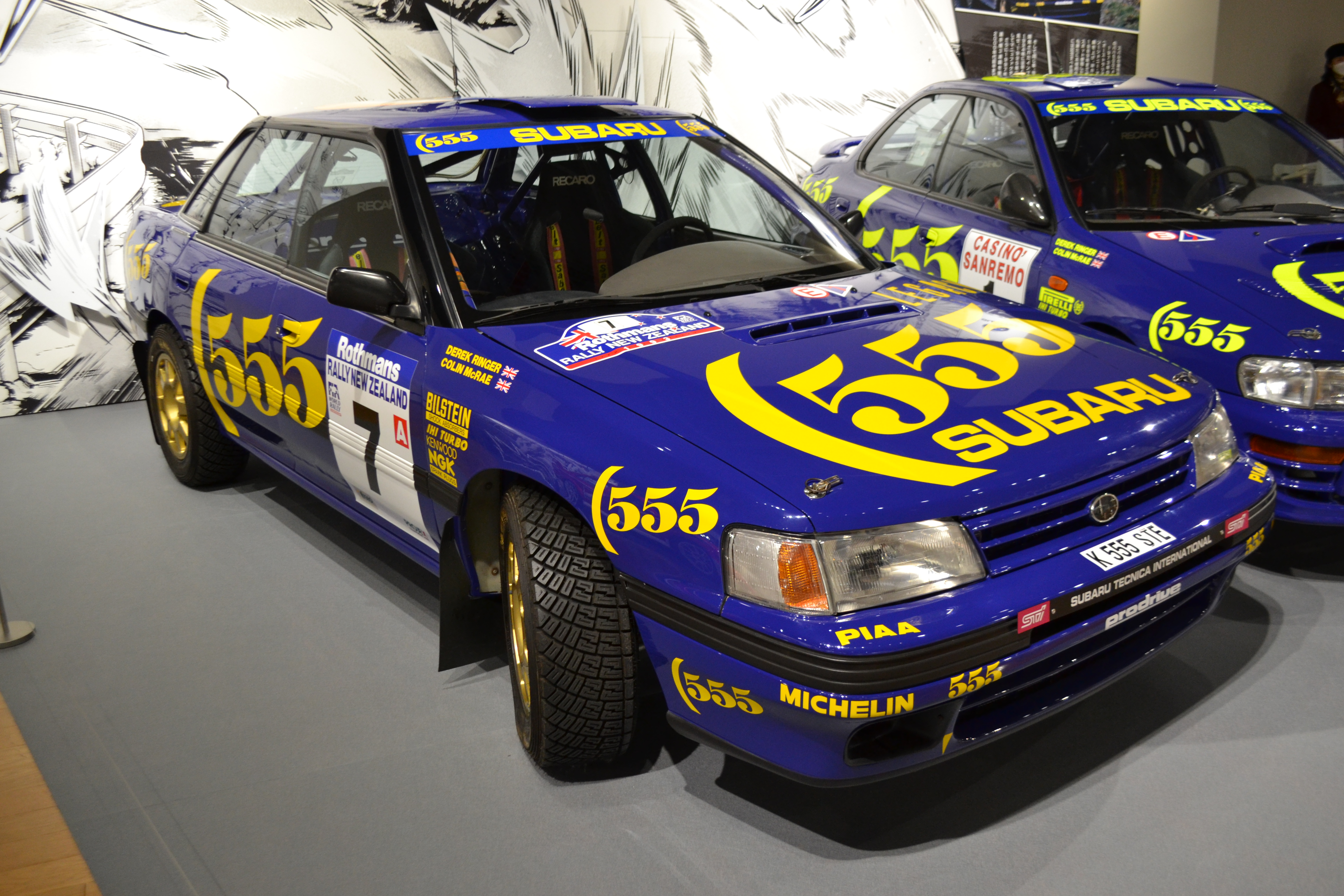
スバル・レガシィRS

1993年、香港‐北京ラリーが6年ぶりに開催された。10月22‐30日の日程で総走行距離は3865.36㎞、27のSSが設定された。スバルはチームのメインスポンサーのBATによる冠大会であるためアリ・バタネン、コリン・マクレー、ポッサム・ボーンの3ドライバーにマシンはレガシィと、WRCと同等のワークス体制で参戦した。三菱もニューマシン、ランサーエボリューションを投入したが、ドライバーは篠塚建次郎が1人と体制面でスバルに見劣りした。ラリーでも第3レグで1‐2‐3体制を確立したスバルがそのまま走り切り、第6レグでトップに立ったバタネンが優勝した。

### 1994年

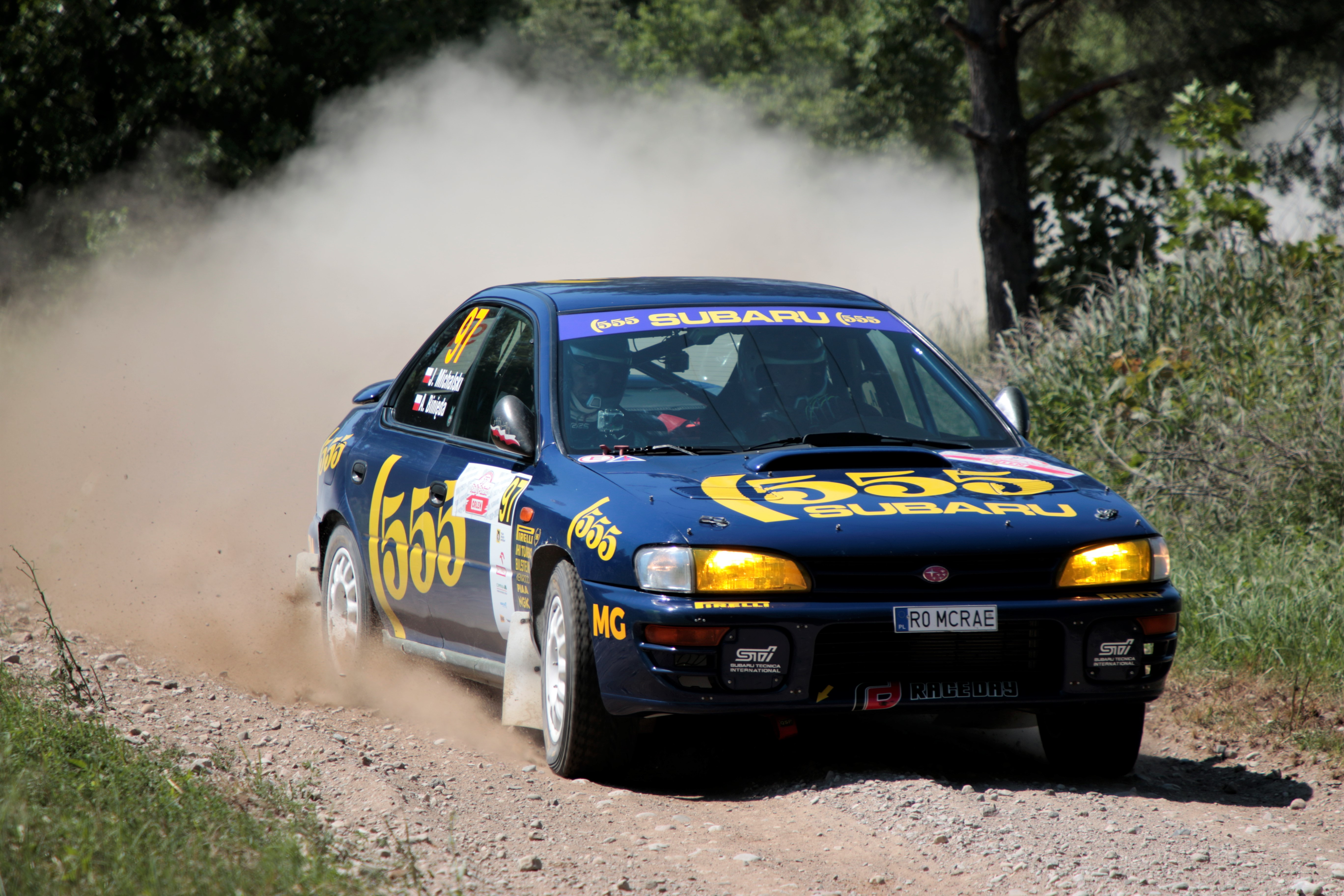
スバル・インプレッサ

第5回からはアジアパシフィックラリー選手権（APRC）の1戦となり、10月22‐28日に開催された。総走行距離は3760㎞で、FIAによるコスト削減策のためスケールダウンしたサファリラリーを上回る、世界最長のスプリント・ラリーとなっていた。スバルのドライバーはポッサム・ボーンとリチャード・バーンズのAPRCのレギュラー2人で、マシンはインプレッサを用意した。三菱はランサーエボリューションIIをAPRCにレギュラー出場のケネス・エリクソンの他、アルミン・シュヴァルツと篠塚健次郎に委ねた。ラリーはスバル勢が優勢で第2レグでバーンズがトップに立ち、第3レグからはボーンがラリーをリードし、そのまま優勝した。ボーンはAPRCのタイトルも逆転で獲得した。三菱勢はエリクソンが第4レグでコースアウトした際にラジエーターを破損してしまい、オーバーヒートを起こしてリタイア、第5レグではシュヴァルツもクラッシュしてラリーを終えた。三菱ワークスは篠塚の4位が最高位で、三菱車のトップはエボリューションⅠで出場したマイケル・リュウの3位だった。

### 1995年

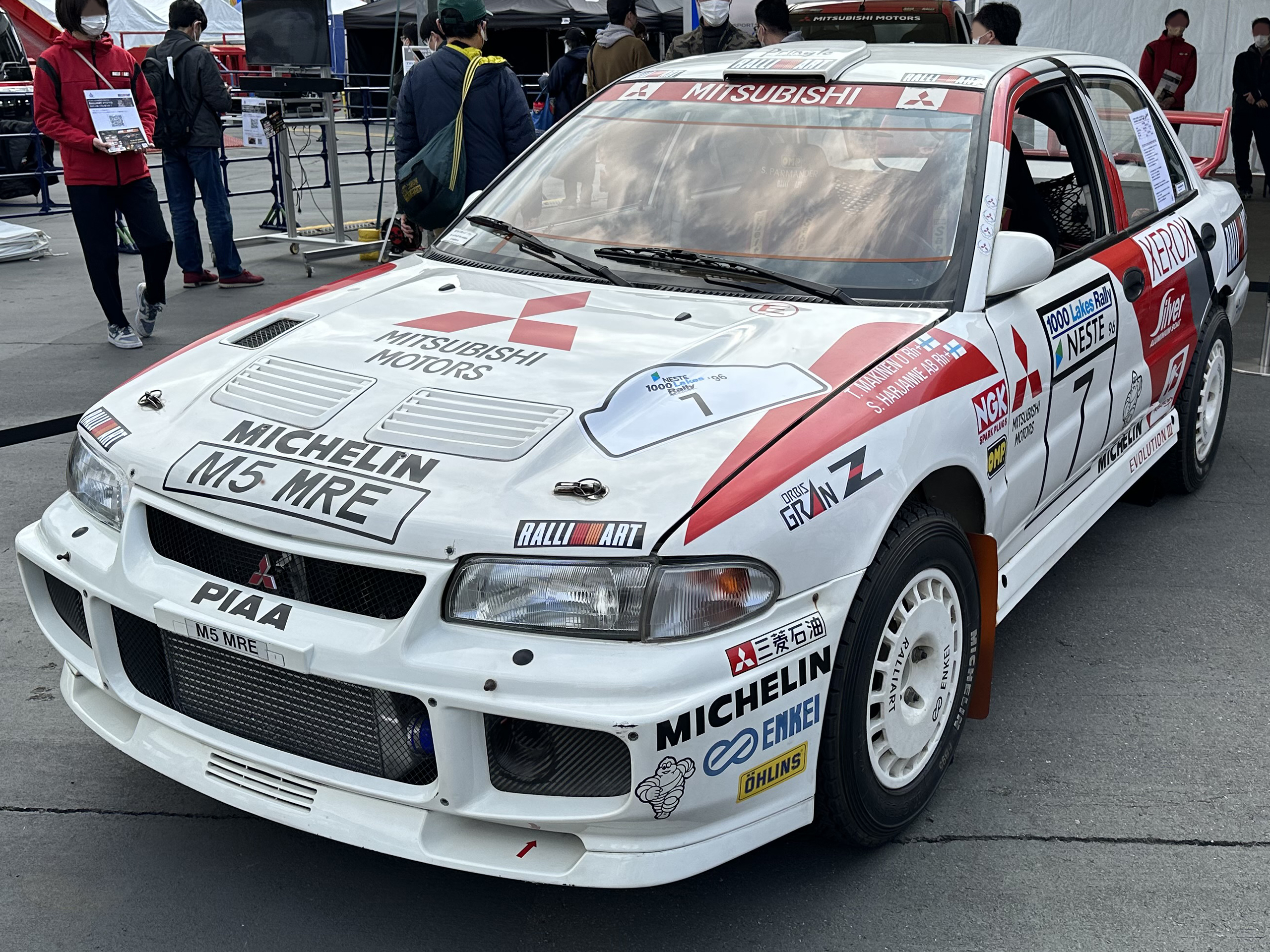
三菱・ランサーエボリューションIII

6度目の香港‐北京ラリーは10月14‐20日の6日間の日程で開催された。44台のエントリー中、総合優勝を争うワークス勢では3連覇を狙うスバルは前年同様ポッサム・ボーンとリチャード・バーンズの2人、三菱はランサーエボリューションIIIをプリペアしケネス・エリクソン、アリ・バタネン、篠塚健次郎の3名のドライバーをエントリーさせた。この他、トヨタ・チーム・ヨーロッパ（TTE）の支援を受けて藤本吉郎がST185セリカで出場した。ラリーは三菱が主導権を握りエリクソンとバタネンの1‐2体制を守り抜き、そのままの順位でゴールした。エリクソンはAPRCのドライバーズタイトルも獲得した。スバルはメカニカルトラブルで順位を上げることが出来ずバーンズが3位、ボーンは4位で完走した。日本人ドライバー同士の5位争いは藤本に軍配が上がり、篠塚は6位に終わった。

### 1996年
1996年は10月19‐25日、アジアパシフィックラリー選手権の最終戦として開催された。同選手権にフル参戦していた三菱とスバルがワークスを派遣し、藤本吉郎はテインからST185セリカで出場した。スバルはこの年三菱から加入したケネス・エリクソンとピエロ・リアッティ、三菱はスバルから移籍のリチャード・バーンズの他、アリ・バタネンと篠塚健次郎がスポット参戦した。
ラリーは、首位を走っていたスバルのリアッティが第2レグでリタイアした後は三菱が主導権を握りバーンズ、バタネンの順位でラリーをリードした。第4レグ SS12、44㎞のロングSSでバーンズがコースアウトして順位を落とし、3位をキープしていたエリクソンと、藤本もコースアウトしてリタイアした。ラリーはバタネンが1993年以来の優勝を果たしバーンズが2位、篠塚も3位でゴールし三菱の圧勝に終わった。